# Винтур, Анна
Дама Анна Винтур (англ. Anna Wintour, род. 3 ноября 1949, Лондон) — британская журналистка, главный редактор американского издания журнала Vogue с 1988 по 2025 год. В декабре 2020 года издательский дом Conde Nast назначил Анну Винтур на должность глобального директора по контенту. Она будет отвечать за информационное наполнение всех брендов издательского дома в мире, а также всех 25 мировых версий Vogue, продолжая при этом руководить редакцией журнала в США. 
Офицер (2008) и Дама-Командор (2017) ордена Британской империи (DBE). Кавалер Президентской медали Свободы (2025). Кавалер Почёта (2023).

## Биография
Признана одной из самых влиятельных фигур в мире современной моды, особенно в Америке. Известна своим перфекционизмом и профессионализмом, а также тем, что оказывает широкую поддержку молодым американским дизайнерам, постоянно открывая новые имена. Многие звезды индустрии, начиная от Кристофера Кейна и заканчивая Джонатоном Сондерсом и Кейт Босворт, сделали карьеру после того, как их заметила Анна Винтур. В течение нескольких лет с тех пор, как она была назначена главным редактором, Vogue увеличил тираж вдвое. С другой стороны, Анна Винтур также прославилась жестким и требовательным стилем руководства, за что ей дали прозвище «Ядерная зима» (англ. Nuclear winter) — (игра слов по созвучию: Wintour (Винтур) — winter (зима)).
Анна — старшая дочь главного редактора английского таблоида Evening Standard Чарльза Винтура. Ещё будучи подростком, она увлеклась модной журналистикой. В 15 лет Винтур консультировала своего отца относительно того, как сделать газету привлекательной для молодёжи. Карьеру модного обозревателя она начала в британском журнале Harpers & Queen, где проработала шесть лет, пройдя путь от обозревателя до заместителя редактора. Позже она переехала в США, где работала в журналах Harper’s Bazaar, Viva, Savvy, New York. В 1983 году Винтур была назначена креативным директором американского Vogue. Вскоре после этого Анну перевели в Лондон в качестве главного редактора двух журналов ИД Condé Nast: британского Vogue и House & Garden. В 1988 году она вернулась в американский Vogue, и возглавила его. Винтур полностью изменила вид журнала, создав уникальный для того времени образец глянцевой прессы. Её действия широко обсуждались в индустрии моды и привели к возникновению многих скандалов. В частности, защитники прав животных объявили Анну Винтур своим главным врагом за пропаганду ношения натурального меха. Многие критики обвиняли её в продвижении идеи элитарности моды, недоступности моды широким слоям населения.
С 2003 года стала известна за пределами мира моды как прототип главной героини книги и фильма «Дьявол носит Prada».
Бывшая личная помощница Лорен Вайсбергер написала роман в 2003 году на основе личного опыта работы с Анной Винтур. Роман стал бестселлером, и в 2006 году по нему был снят одноимённый фильм. Роль Миранды Пристли, которая, по общему мнению, была списана с Анны Винтур, блистательно исполнила Мерил Стрип.
В следующий раз Винтур была в центре внимания в 2009 году после выхода документального фильма «Сентябрьский номер». В этом фильме были раскрыты многие секреты подготовки к печати журнала Vogue, показан процесс съёмок и фрагменты совещания Анны Винтур с инвесторами.

## Семья
Анна Винтур родилась 3 ноября 1949 года в Лондоне. Её отец, командор Ордена Британской империи Чарльз Винтур (1917—1999), был редактором лондонской газеты The Evening Standard. Мать Элеонора («Нони») Трего Бейкер, дочь профессора права Гарвардского университета и активная общественная деятельница. Винтур была названа в честь бабушки по материнской линии, Анны (Gilkyson) Бейкер, купеческой дочери из Пенсильвании. Родители поженились в 1940 году и развелись в 1979 году.
После развода мачехой Анны стала Одри Слейтер, редактор и журналистка, основательница молодёжных журналов Honey (UK magazine) и Petticoat (UK magazine).
Также Анна Винтур состоит в родстве с писательницей XVIII века леди Элизабет Фостер, герцогиней Девонширской, которая приходится ей прапрабабушкой, и сэром Августом Вер Фостер, последним баронетом этого рода, который приходится ей двоюродным дедом.
Трое из четырёх детей Винтуров живы. Старший брат Анны, Джеральд, погиб в автокатастрофе в детском возрасте. Один из её младших братьев, Патрик, тоже журналист, в настоящее время занимает пост политического редактора в The Guardian. Джеймс и Нора Винтур работают в Лондоне в местных правительственных и международных неправительственных организациях.

## Юность
Анна Винтур получила начальное образование в North London Collegiate School, где она часто восставала против дресс-кода, не желая носить школьную форму. В частности, носила слишком короткие юбки, подрезая подол формы. В возрасте 14 лет она сделала стрижку «боб», которая по сей день является её фирменной чертой. Её интерес к моде рос благодаря просмотрам шоу Кэти Макгоуэн на Ready Steady Go! и изучению журналов Seventeen, которые ей присылала бабушка из Америки. «Если вы жили в Лондоне в 60-х, вы должны были бы ходить с мешком на голове, чтобы не замечать необыкновенные перемены, происходящие в моде», вспоминает она. Отец регулярно интересовался её мнением, когда планировал новые рубрики в своей газете для увеличения аудитории на молодёжном рынке.
В 15 лет она устраивается продавцом в знаменитый магазин BIBA, где одной из главных заповедей для персонала была инструкция: никогда не предлагать помощь покупателям. В 16 лет, после отчисления из школы, Анна решает не продолжать обучение в колледже и заняться модной журналистикой. По настоянию родителей, она прошла подготовительный курс в Harrods. Вскоре она оставила обучение со словами: «Вы либо знаете моду, либо нет».
В возрасте 15 лет она начала искать мужчин с хорошими связями. Некоторое время она встречалась с Пирсом Полом Ридом, когда тому было 24. Впоследствии, имела серьёзные отношения с колумнистом и светским обозревателем Найджелом Демпстером.
Когда она оставила учёбу, другой бойфренд, Ричард Невилл, сразу принял её на работу в собственный журнал Oz, в то время очень популярный.

## Карьера

### Начало карьеры
В 1970 году 21-летняя Анна Винтур, так и не поступив в колледж, устроилась в издание Harpers&Queen. Журнал Harpers&Queen образовался посредством слияния британской версии Harper’s Bazaar и английского журнала Queen. Она была принята на должность ассистента в отдел моды, и с этого началась её карьера в модной журналистике. Она неоднократно говорила своим коллегам, что хочет стать редактором Vogue и изменить этот журнал. За время работы в журнале она открыла миру модель Аннабель Ходин. При помощи своих связей она нашла и ввела в мир моды Хельмута Ньютона и многих других талантливых фотографов, внедрявших безумные инновации и задающих тенденции. Однажды для журнальной съёмки они воссоздали работы Эдуарда Мане и Пьера Огюста Ренуара, нарядив моделей в гоу-гоу сапоги.
В 1973 году Анна Винтур была назначена заместителем главного редактора. В 1975 году в журнал приходит новый главный редактор Мин Хогг, с которой у Анны возникает борьба за кресло главного редактора. После длительных разногласий, она оставляет работу в Harpers&Queen и переезжает в Нью-Йорк вместе со своим парнем Джоном Бредшоу, независимым журналистом.

### Работа в Нью-Йорке
В 1975 году Анна Винтур пришла на вакансию младшего редактора моды американского Harper’s Bazaar. Винтур проявила себя нестандартно, и из-за творческих разногласий с редактором Тони Маццола, была уволена через девять месяцев. Утверждается, что сразу после этого у неё был кратковременный бурный роман с Бобом Марли. Несколько месяцев спустя с помощью Бредшоу она получает должность главного редактора журнала Viva: журнала, ориентированного на взрослых женщин. Его издавала Кэти Китон, жена издателя журнала Penthouse Боба Гуччионе. Это была первая работа, на которой она наняла личного ассистента, тогда же началась её слава как требовательного и трудного руководителя.
В конце 1978 года Гуччионе закрыл убыточные журналы, в том числе Viva. Винтур решила некоторое время отдохнуть от работы. Она рассталась с Брэдшоу и начала отношения с французским продюсером Мишелем Эстебаном, и в течение двух лет летала между Парижем и Нью-Йорком. В 1980 году она вернулась к работе, сменив Эльзу Кленч на должности редактора моды в новом журнале Savvy. Она стремилась создать журнал для самостоятельных женщин, активно делающих карьеру и имеющих собственные деньги. Позже Винтур реализовала эту идею, немного её доработав, в Vogue.
Год спустя Винтур перешла в редакцию журнала New York на должность редактора моды. Там она успешно работала под руководством главного редактора Эдварда Коснера. Самые смелые идеи Анны воплощались без каких-либо нареканий. Для Винтур Коснер смягчал строгие правила издания и позволял ей работать в любых рубриках журнала. Она добилась известности, поместив на обложку журнала актрису Рейчел Ворд, благодаря чему тираж разошёлся очень быстро. Три десятилетия спустя Грейс Коддингтон сказала: «Анна увидела потенциал знаменитостей раньше всех остальных». Один из коллег организовал Винтур интервью с главным редактором Vogue Грейс Мирабеллой, которое закончилось, когда Анна заявила Грейс, что хочет её работу.

### Condé Nast
В 1983 году Винтур встретилась с Александром Либерманом, редакционным директором издательства Condé Nast Publications, который был впечатлён эффективностью её работы в New York. Он предложил ей должность креативного директора американского Vogue. Анна Винтур приняла предложение с условием удвоения своей зарплаты и полной свободы действий. Она активно начала изменения в журнале, который считала скучным и излишне консервативным. Часто она не согласовывала своих распоряжений с главным редактором Грейс Мирабеллой, что привело к трениям между сотрудниками. Руководство Condé Nast не захотело отказаться от услуг Грейс Мирабеллы, которая к тому времени руководила Vogue в течение 17 лет. Винтур была назначена главным редактором британского Vogue и вернулась в Лондон.
Тогда же она начала встречаться с детским психиатром Дэвидом Шэффером, старым другом из Лондона. В 1984 году они поженились. Винтур взяла год отпуска, в течение которого родила сына Чарльза.
Год спустя она получила свою первую редакцию, возглавив британский Vogue после Беатрикс Миллер. Получив власть, она заменила многих сотрудников, требовала полнейших отчётов и вникала во все тонкости производства журнала, полностью контролируя весь процесс лично. Именно тогда она заработала прозвище «ядерная зима». Те редакторы, которые остались в издании, называли период её руководства «Зима гнева». Благодаря усилиям Винтур британский журнал почти полностью потерял собственную оригинальность, и стал более полно соответствовать американской версии. Своей целевой аудиторией Винтур считала тех же деловых женщин, к которым пыталась обращаться в Savvy. «Это новый тип женщин», — сказала она в интервью Evening Standard. — «Моя читательница заинтересована в работе и деньгах. У неё нет времени бесконечно ходить по магазинам. Она хочет знать, что, где и почему».

### Политика
По информации Bloomberg,
Барак Обама рассматривал кандидатуру Анны Винтур на должность Посла США во Франции или Великобритании.

## Критика
Итальянский модельер Роберто Кавалли однажды сказал в интервью: «Американская мода ужасна, на неё невозможно смотреть — но ею заправляет великолепный журналист, Анна Винтур, которая хочет, чтобы все женщины выглядели и одевались так же, как она».

## Образ в культуре
- «Анна в штатском», статья светского обозревателя Кэти Хоран в газете The New York Times, 1 февраля 2007 года.
- «Сентябрьский номер», документальный фильм режиссёра Р. Дж. Катлер о создании журнала Vogue, 2009 год.
- Anna Wintour, Behind the Shades, «60 минут» на канале CBS News, ведущий Морли Сейфер, 17 мая 2009 года. Архивная копия от 14 ноября 2010 на Wayback Machine.
- Лорен Вайсбергер, «Дьявол носит Прада», Издательство Broadway Books, Нью-Йорк, 2003, ISBN 0-7679-1476-7

## Награды
- Президентская медаль Свободы (4 января 2025)[3]
- Дама ордена Кавалеров Почета (4 февраля 2025)